# Areni-1
O complexo de grutas Areni-1 (em armênio/arménio:  Արենիի քարանձավ) está localizado perto da localidade de Areni no centro-sul da Arménia ao longo do  rio Arpa e apresenta diversas características interessantes para a história da ocupação humana.
Em 2010 foi descoberto no local o mais antigo sapato, uma peça com 5500 anos. Em janeiro de 2011, a mais antiga adega foi também descoberta na gruta. Ainda em 2011, a descoberta de uma saia de palha datada de 3900 a.C. foi notícia. Em 2009 ocorreu a descoberta do mais antigo cérebro humano, o de uma rapariga de 12 a 14 anos de idade.

## Galeria

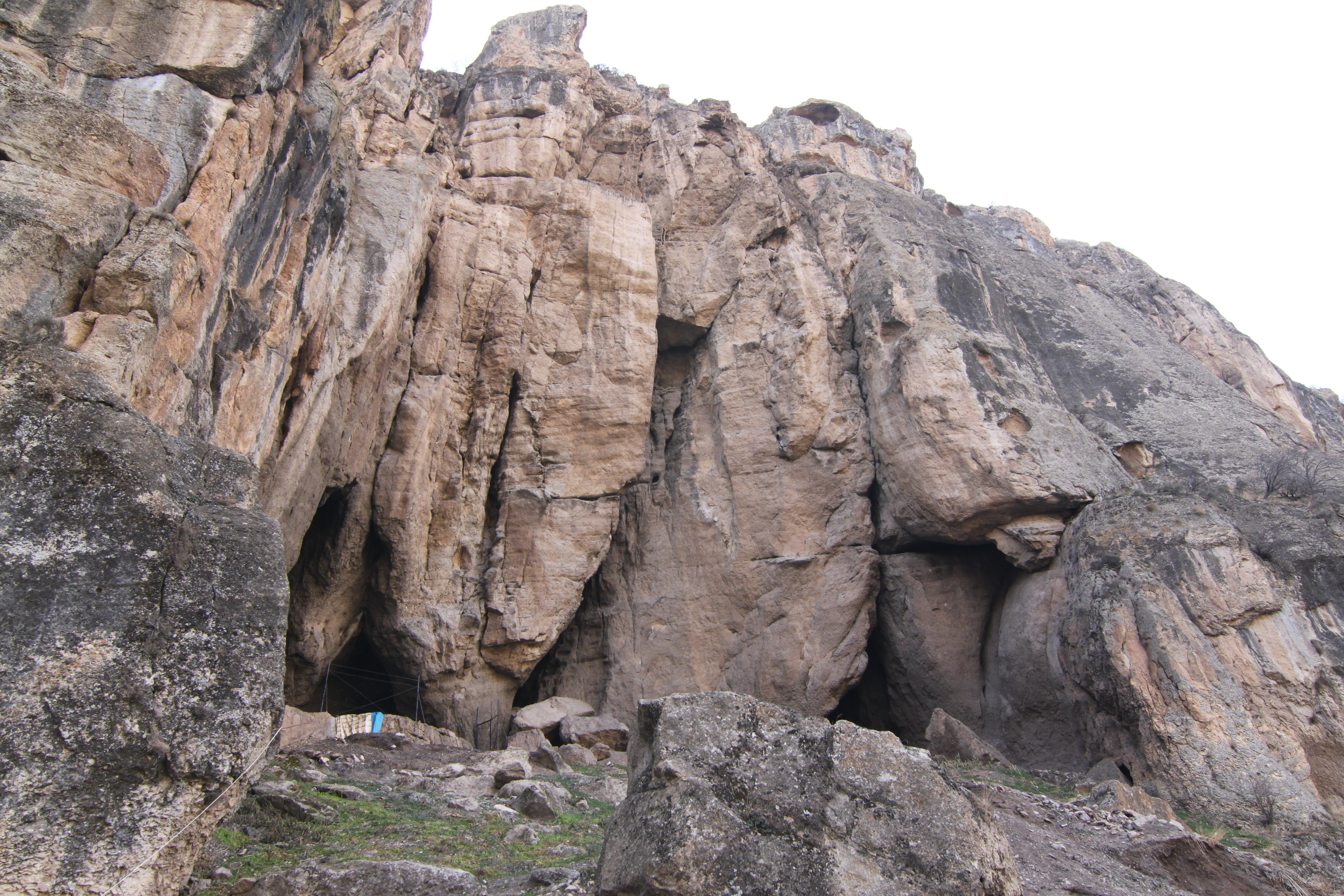
Entrada
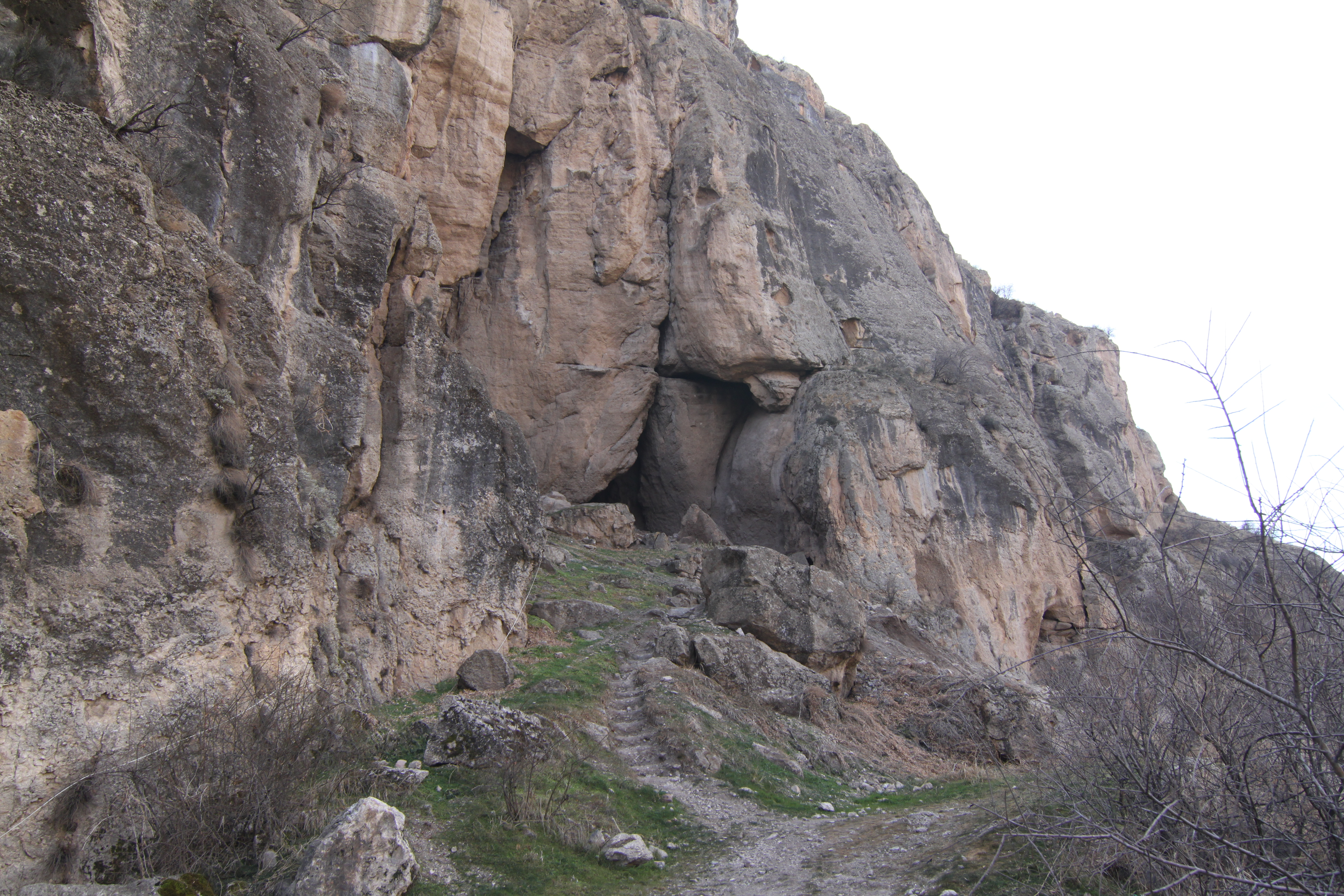
Caminho para a entrada
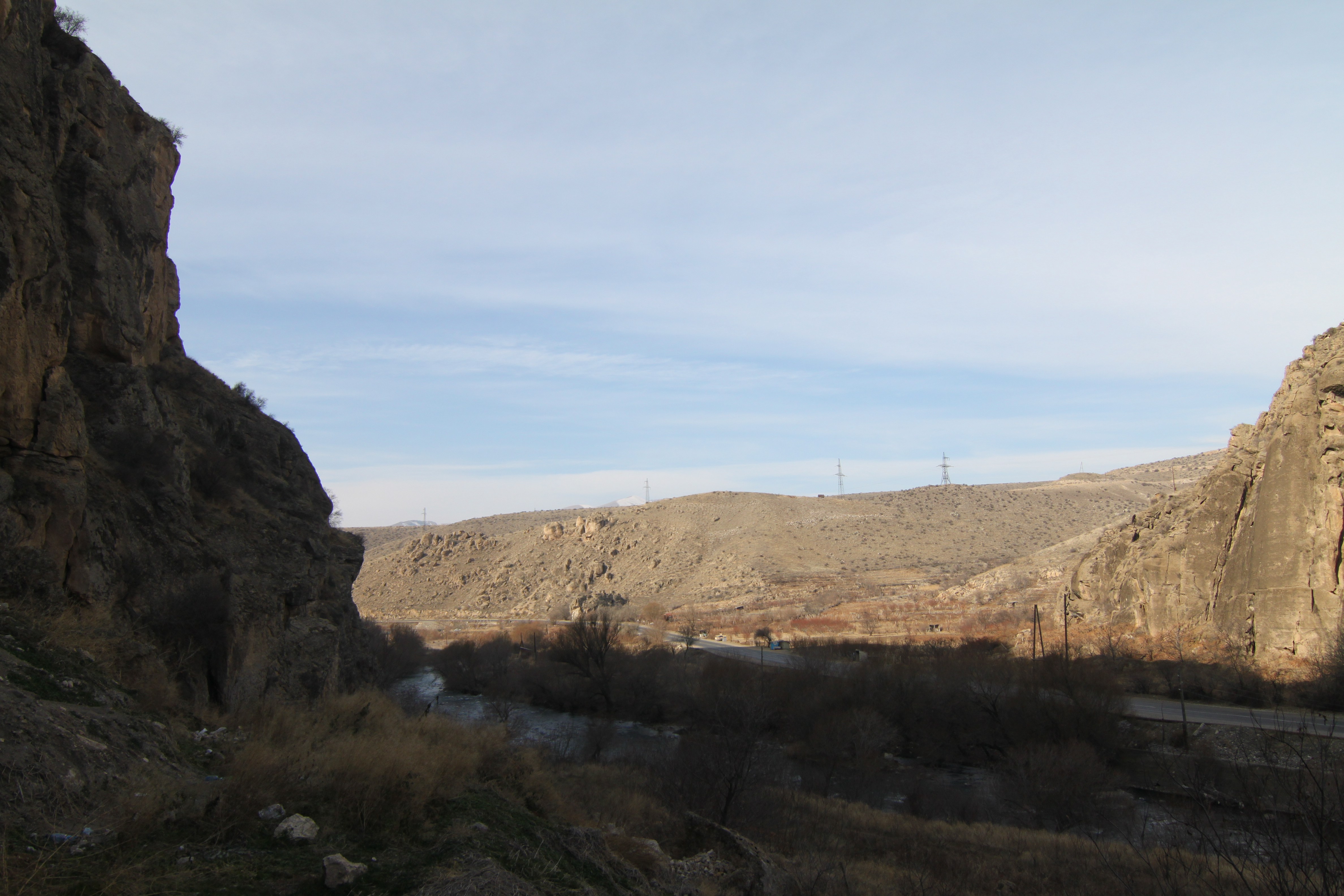
Vista da gruta
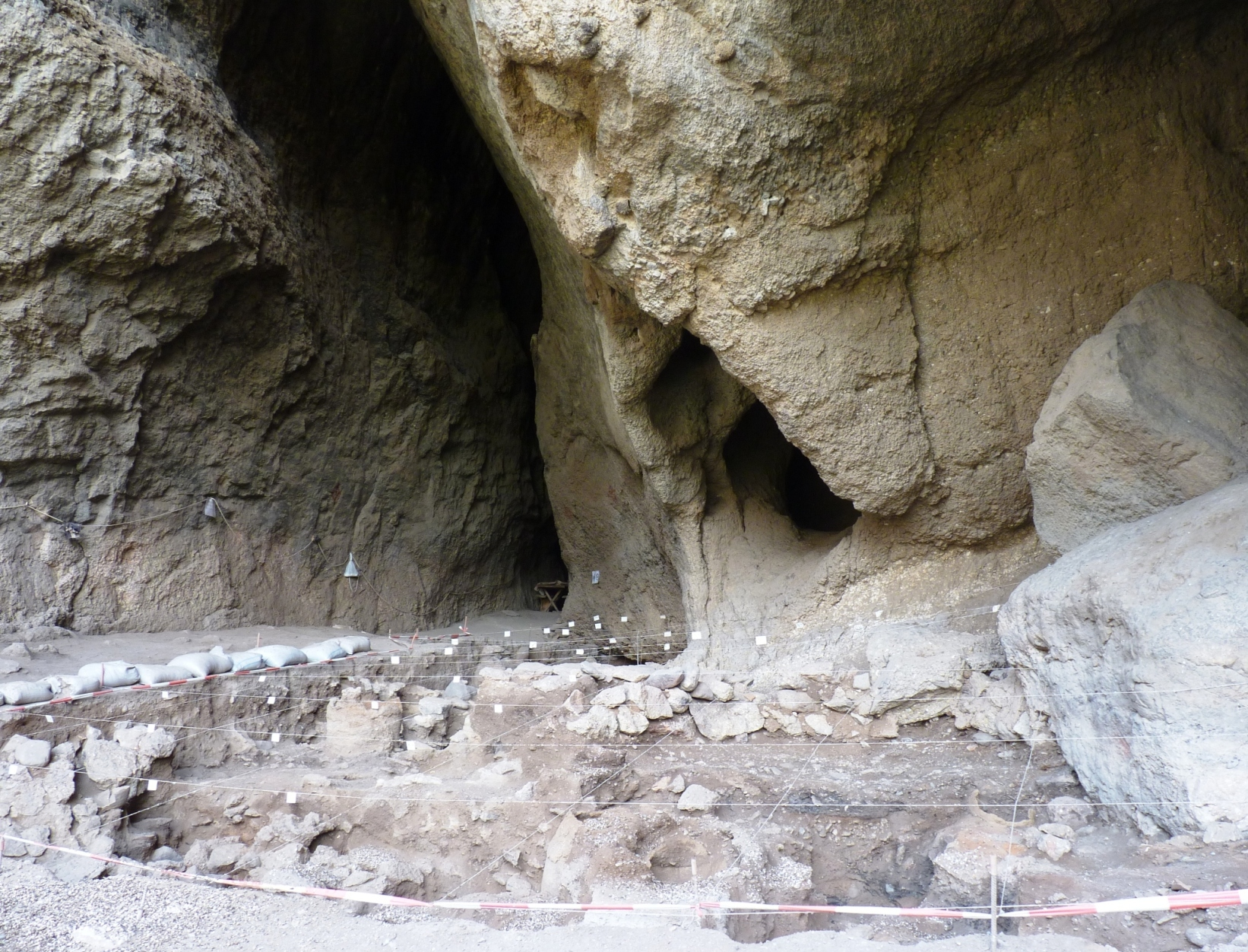
O local em 2012, com ninhos de andorinha